# ماریون جونز فارکئور
 ماریون جونز فارکئور (انگلیسی: Marion Jones Farquhar؛ زاده ۲ نوامبر ۱۸۷۹ درگذشته ۱۴ مارس ۱۹۶۵) یک تنیس‌باز اهل ایالات متحده آمریکا بود.